# Jóhanna Guðrún Jónsdóttir
Jóhanna Guðrún Jónsdóttir (Kopenhagen, Denemarken, 16 oktober 1990, ook bekend als Yohanna) is een IJslandse zangeres. Ze vertegenwoordigde haar land op het Eurovisiesongfestival 2009 in Moskou, Rusland met het nummer Is it true?.

## Biografie
Op 2-jarige leeftijd verhuisde zij met haar ouders naar Reykjavik, IJsland. Op 8-jarige leeftijd verhuisde het gezin naar Hafnarfjörður. In 2000, op haar tiende verjaardag, werd haar eerste album uitgebracht. Haar tweede album volgde in 2001 en haar derde album in 2003. In 2008 bracht zij het album Butterflies and Elvis uit.
In 2009 werd ze gevraagd door Óskar Páll Sveinsson om het lied Is it true? te zingen voor het Eurovisiesongfestival 2009. Ze kreeg tijdens de eerste halve finale op 12 mei 2009 voldoende stemmen om door te mogen naar de finale op 16 mei 2009. Hier bereikte zij de tweede plaats met 218 punten.
In 2011 probeerde ze opnieuw haar land te vertegenwoordigen op het Eurovisiesongfestival. In de nationale preselecties genaamd Söngvakeppni Sjónvarpsins zong ze het lied Nótt, gecomponeerd door María Björk Sverrisdóttir. Ze won de selectie echter niet. In oktober 2011 werd ze wel nog door de fans beloond met de zege in de OGAE Second Chance Contest, waar liedjes die de nationale preselectie niet wonnen het tegen elkaar opnemen.
Twee jaar later was ze opnieuw present tijdens de IJslandse preselectie. Met het nummer Þú wist ze echter niet door te dringen tot de finale.
Yohanna beviel in oktober 2015 van een dochter.

### Singles
| Single met hitnotering(en) in de Vlaamse Ultratop 50 | Datum van verschijnen | Datum van binnenkomst | Hoogste positie | Aantal weken | Opmerkingen |
| ---------------------------------------------------- | --------------------- | --------------------- | --------------- | ------------ | ----------- |
| Is It True?                                          | 2009                  | 23-05-2009            | 23              | 2            |             |

1986: ICY · 
1987: Halla Margrét · 
1988: Beathoven · 
1989: Daníel Ágúst · 
1990: Stjórnin · 
1991: Stefán & Eyfi · 
1992: Heart 2 Heart · 
1993: Inga · 
1994: Sigga · 
1995: Bo Halldórsson · 
1996: Anna Mjöll · 
1997: Paul Oscar · 
1999: Selma · 
2000: August & Telma · 
2001: Two Tricky · 
2003: Birgitta · 
2004: Jónsi · 
2005: Selma · 
2006: Silvia Night · 
2007: Eiríkur Hauksson · 
2008: Euroband · 
2009: Yohanna · 
2010: Hera Björk · 
2011: Sigurjón's Friends · 
2012: Gréta Salóme & Jónsi · 
2013: Eyþór Ingi Gunnlaugsson · 
2014: Pollapönk · 
2015: María Ólafsdóttir · 
2016: Gréta Salóme · 
2017: Svala · 
2018: Ari Ólafsson · 
2019: Hatari · 
2021: Daði & Gagnamagnið · 
2022: Systur · 
2023: Diljá · 
2024: Hera Björk · 
2025: Væb
- Bibsys: 10049672
- International Standard Name Identifier: 0000 0003 6456 6399
- MusicBrainz: fa8b5232-a53a-4e6f-add9-fa0677811d9d
- Nationale Bibliotheek van Tsjechië: xx0140984
- Virtual International Authority File: 178567306